# Don Boscokerk (Kessel-Lo)
De Don Boscokerk is een parochiekerk in de tot de Vlaams-Brabantse gemeente Leuven behorende plaats Kessel-Lo, gelegen aan de Ortolanenstraat 4-6.

## Geschiedenis
Tussen de Diestsestraat en de Tiensestraat ontstond na de Tweede Wereldoorlog een woonwijk waarvoor in 1958 een parochie werd opgericht. In 1959 werd een houten noodkerk opgetrokken. Van 1967-1970 werd een nieuwe kerk gebouwd naar ontwerp van Marc Dessauvage in de stijl van het brutalisme. Het betrof niet enkel een kerkgebouw maar tevens veeleer een gemeenschapscentrum. De noodkerk werd verbouwd tot centrum voor de Chirojeugd.

## Gebouw
Het betreft een gebouw op vierkante plattegrond en hoofdzakelijk één bouwlaag omvattend. Het werd opgetrokken in grijze betonstenen en heeft een plat dak. De plattegrond vertoont uitsparingen. De kerkzaal kan ook voor sociaal-culturele doelstellingen worden ingezet (multifunctionele ruimte).